# Slatina (Kroatien)
Slatina [ˈslatina] ist eine kroatische Stadt an der kroatisch-ungarischen Grenze, nahe dem Fluss Drau. Slatina gehört seit der Neustrukturierung des modernen, unabhängigen kroatischen Staates zur Gespanschaft Virovitica-Podravina, die auch einen Teil des Draugebietes umfasst. Die Stadt befindet sich 29 Kilometer südöstlich von Virovitica.

## Persönlichkeiten
- Viktor Žmegač (1929–2022), Philologe und Literaturhistoriker
- Milko Kelemen (1924–2018), Komponist
- Goran Perkovac (* 1962), Handballspieler